# Coupe du Danemark de football 2020-2021
Navigation
Édition précédente Édition suivante
La coupe du Danemark de football 2020-2021 est la 67e édition de la coupe du Danemark de football, organisée par la Fédération danoise de football. Elle prend place du 1er septembre 2020 au 13 mai 2021. Elle voit le Randers FC remporter la compétition pour la deuxième fois de son histoire (la cinquième si on compte la période avant fusion où il portait le nom de Randers Freja FC).

## Format
92 équipes participent au premier tour, venant de tous les niveaux de compétition. Six équipes supplémentaires se joindront au deuxième tour, tandis que les six meilleures équipes de la Superliga danoise 2019-2020 entreront au troisième tour.

### Quarts de finale Aller
| Date et lieu                        | Équipe 1           | Score | Équipe 2             | Affluence         |
| ----------------------------------- | ------------------ | ----- | -------------------- | ----------------- |
| 10 février 2021 Sundby Idraetspark  | Fremad Amager (D2) | 1 - 2 | (D1) SønderjyskE     | Match à huis clos |
| 10 février 2021 Ceres Park          | AGF Aarhus (D1)    | 3 - 1 | (D3) B 93 Copenhague | Match à huis clos |
| 11 février 2021 Odense Stadion (en) | Odense BK (D1)     | 1 -2  | (D1) FC Midtjylland  | Match à huis clos |
| 11 février 2021 Vejle Stadion (en)  | Vejle BK (D1)      | 0 - 0 | (D1) Randers FC      | Match à huis clos |

### Quarts de finale Retour
| Date et lieu                       | Équipe 1             | Score | Équipe 2           | Affluence         |
| ---------------------------------- | -------------------- | ----- | ------------------ | ----------------- |
| 10 mars 2021 MCH Arena             | FC Midtjylland (D1)  | 3 - 0 | (D1) Odense BK     | Match à huis clos |
| 10 mars 2021 Cepheus Park Randers  | Randers FC (D1)      | 3 - 1 | (D1) Vejle BK      | Match à huis clos |
| 11 mars 2021 Sydbank Park          | SønderjyskE (D1)     | 4 - 1 | (D2) Fremad Amager | Match à huis clos |
| 11 mars 2021 Østerbro Stadium (en) | B 93 Copenhague (D3) | 2- 1  | (D1) AGF Aarhus    | Match à huis clos |

### Demi-finales Aller
| Date et lieu            | Équipe 1            | Score | Équipe 2         | Affluence         |
| ----------------------- | ------------------- | ----- | ---------------- | ----------------- |
| 8 avril 2021 MCH Arena  | FC Midtjylland (D1) | 1 - 0 | (D1) SønderjyskE | Match à huis clos |
| 8 avril 2021 Ceres Park | AGF Aarhus (D1)     | 0 - 2 | (D1) Randers FC  | Match à huis clos |

### Demi-finales Retour
| Date et lieu                     | Équipe 1         | Score | Équipe 2            | Affluence         |
| -------------------------------- | ---------------- | ----- | ------------------- | ----------------- |
| 15 avril 2021 Sydbank Park       | SønderjyskE (D1) | 3 - 1 | (D1) FC Midtjylland | Match à huis clos |
| 15 avril 2021 AutoC Park Randers | Randers FC (D1)  | 1 - 1 | (D1) AGF Aarhus     | Match à huis clos |

### Finale
| Date et lieu                      | Équipe 1        | Score | Équipe 2         | Affluence |
| --------------------------------- | --------------- | ----- | ---------------- | --------- |
| 13 mai 2021 Ceres Park (Danemark) | Randers FC (D1) | 4 - 0 | (D1) SønderjyskE | 7, 981    |